# Lerista cinerea
Lerista cinerea — вид сцинкоподібних ящірок родини сцинкових (Scincidae). Ендемік Австралії.

## Поширення і екологія
Lerista cinerea мешкають в регіоні Чартерс-Тауерс в штаті Квінсленд. Вони живуть в рідколіссях і саванах, серед пухкого ґрунту.

## Збереження
МСОП класифікує стан збереження цього виду як близький до загрозливого. Lerista cinerea загрожує знищення природного середовища.